# رامون کاستییو
رامون آنتنیو کاستییو باریونووئو (اسپانیایی: Ramón Castillo؛ ۲۰ نوامبر ۱۸۷۳ – ۱۲ اکتبر ۱۹۴۴) وکیل، دیپلمات، و سیاستمدار اهل آرژانتین بود.